# 風雲千両船
『風雲千両船』（ふううんせんりょうせん）は、1952年に公開された稲垣浩監督の日本映画。
東宝創立20周年記念映画でもある。

## スタッフ
以下のスタッフ名は特に記載がない限りKINENOTEに従った。
- 監督 - 稲垣浩
- 製作 - 清川峰輔[2]
- 脚本 - 三村伸太郎
- 原作 - 村上元三
- 撮影 - 安本淳
- 美術 - 北猛夫
- 音楽 - 深井史郎
- 録音 - 宮崎正信
- 照明 - 西川鶴三
- 編集 - 大井幸造[3]

## キャスト
- 七代目 大谷友右衛門 - 黛三五郎[1]
- 三代目 市川段四郎 - 庄田杉之助[1]
- 長谷川一夫 - 高杉晋作[1] （特別出演）
- 二本柳寛 - 坂本龍馬[1]
- 加東大介 - 伊藤俊輔[1]
- 大日方伝 - 桂小五郎[1]
- 山口淑子 - 鈴江[1]
- 山根寿子 - 小はん[1]
- 木匠マユリ - 百合[1]
- 東野英治郎 - 玄五左衛門[1]
- 志村喬 - 王朱明[1]
- 小杉義男 - 鶴丸彌次郎[1]
- 小川虎之助 - 江川太郎左衞門[1]
- 四代目 澤村國太郎 - 益田善左衛門[1]
- 沢村貞子 - おさく[1]
- 汐見洋 - 黄旗屋重兵衛[1]
- 出雲八重子[3] - 老女中
- 津田光男 - 貝賀權八[3]
- 谷晃[3]
- 増田正雄 - 玄五左の乾分甲[3]
- 石田陽昭 - 玄五左の乾分乙[3]
- 片桐常雄 - 長崎奉行[3]